# Bu Şehir Arkandan Gelecek
Bu Şehir Arkandan Gelecek (em Angola e Moçambique: Cidade Proibida) é uma telenovela turca produzida pela Ay Yapım e exibida pela ATV nos dias de quarta-feira, entre 4 de janeiro a 14 de junho de 2017. Escrita por Ece Yörenç, tem direção de Çağrı Vila Lostuvalı com direção artística de Serkan Ozer. Em seu elenco conta com Kerem Bürsin, Leyla Lydia Tuğutlu, Gürkan Uygun, Osman Alkaş e Defne Kayalar.
Foi exibida em Angola (as 20h) e Moçambique (as 21h) pela Zap Novelas, entre 3 de agosto a 25 de outubro de 2017, substituindo Guerra das Rosas e sendo substituída por Sol de Inverno.

## Enredo
Ali Smith teve uma vida difícil depois que sua mãe foi morta por seu pai quando ele tinha apenas 4 anos de idade. Ele começa a viver em barcos de carga junto com Rauf que cuidou dele depois dessa tragédia. Ali viaja por todo o mundo e considera o barco de carga como sua casa/país. Ele se torna um homem sem país. Ali não quer voltar a Istambul, onde se lembra do tragédia em sua infância. No entanto, ele retorna a Istambul por pura coincidência quando ele completa 20 anos de idade. Ele precisa passar 24 horas em Istambul até que seu barco de carga decole para o próximo destino. Sempre que Ali vai para Istambul, ele entra em apuros.
Enquanto ele quer ajudar uma jovem garota chamada Derin, ele perde seu passaporte, mas encontra o amor verdadeiro. Ali e Derin passam o dia todo juntos sem saber o que os trará no dia seguinte. Derin vem de uma família rica e está prestes a se casar com Yigit em 10 dias. Ela quer se tornar uma dançarina, mas precisa viver de acordo com a vontade de seus pais. Ela só quer ter um dia livre antes do casamento e fazer o que quiser. Sua coincidência com Ali transforma sua vida de cabeça para baixo e ela acaba encontrando coragem para cancelar seus planos de casamento.
Ali, por outro lado, não pode embarcar e tem que ficar em Istambul por mais tempo devido ao problema em seu passaporte. Ele não tem nada a fazer senão ir ao ex-campeão de boxe Sahin sem saber que Sahin é seu pai biológico.

## Elenco
- Kerem Bürsin como Ali Smith
- Gürkan Uygun como Şahin Vargı
- Leyla Lydia Tuğutlu como Derin Mirkelamoğlu
- Osman Alkaş como Rauf Dağlı
- Burak Tamdoğan como Tekin Mirkelamoğlu
- Seda Akman como Belgin Mirkelamoğlu
- Defne Kayalar como Nesrin
- Ali Yörenç como Yiğit Bursalı
- Nilperi Şahinkaya como Aslı Tanöz
- Hakan Çimenser como Mithat Görgünoğlu
- Berrak Kuş como Süreyya Bursalı
- Bengü Ergin como Elif
- Barış Akkoyun como Seyit
- Selim Türkoğlu como Veysel
- Serkan Börekyemez como Oğuz